# کت یری مسجد لی
کت یری مسجد لی مربوط به  قرن ۷ و ۸ ه.ق است و در شهرستان میانه ۳۰کیلومتری جاده تبریز به میانه، ضلع شمالی جاده، سه راهی میانه به ترکمن چای واقع شده است. این اثر در تاریخ ۸ بهمن ۱۳۸۵ با شمارهٔ ثبت ۱۶۹۷۸ به عنوان یکی از آثار ملی ایران به ثبت رسیده است.